# Paulo Eduardo Andrade Ponte
Paulo Eduardo Andrade Ponte (Fortaleza, 24 giugno 1931 – São Luís, 15 marzo 2009) è stato un arcivescovo cattolico brasiliano.

## Biografia
Paulo Eduardo Andrade Ponte studiò dal 1945 al 1949 presso il seminario di Fortaleza e dal 1950 al 1954 presso la Pontificia Università Gregoriana di Roma. Ricevette l'ordinazione sacerdotale a Roma il 3 aprile 1954. Nel 1957 conseguì il dottorato in teologia dogmatica alla Gregoriana. Inizialmente fu impegnato nella pastorale, poi divenne professore di teologia dogmatica presso il seminario diocesano di Fortaleza. Dal 1958 al 1971 fu professore e direttore dell'ICRE - Istituto di Scienze Religiose (Instituto de Ciências Religiosas) a Fortaleza.
Il 25 giugno 1971 papa Paolo VI lo nominò primo vescovo della nuova diocesi di Itapipoca. Venne consacrato vescovo da José de Medeiros Delgado, arcivescovo di Fortaleza, il 21 novembre dello stesso anno nella cattedrale di Itapipoca; co-consacranti furono Miguel Câmara Filho, vescovo ausiliare di Fortaleza, e Manuel Edmilson da Cruz, vescovo ausiliare di São Luís do Maranhão.
Il 20 marzo 1984 fu promosso arcivescovo di São Luís do Maranhão da papa Giovanni Paolo II. Il 21 settembre 2005 papa Benedetto XVI accettò la sua richiesta di dimissioni.
Fece parte di vari consigli, come il CELAM. Dal 1987 al 1991 è stato Vice Presidente della Conferenza Episcopale Brasiliana CNBB e anche membro del COINCAT (Consiglio Internazionale per la Catechesi) dal 1987 al 1992.
Morì il marzo 2009 a São Luís.

## Genealogia episcopale e successione apostolica
La genealogia episcopale è:
- Cardinale Scipione Rebiba
- Cardinale Giulio Antonio Santori
- Cardinale Girolamo Bernerio, O.P.
- Arcivescovo Galeazzo Sanvitale
- Cardinale Ludovico Ludovisi
- Cardinale Luigi Caetani
- Cardinale Ulderico Carpegna
- Cardinale Paluzzo Paluzzi Altieri degli Albertoni
- Papa Benedetto XIII
- Papa Benedetto XIV
- Papa Clemente XIII
- Cardinale Marcantonio Colonna
- Cardinale Giacinto Sigismondo Gerdil, B.
- Cardinale Giulio Maria della Somaglia
- Cardinale Carlo Odescalchi, S.I.
- Cardinale Costantino Patrizi Naro
- Cardinale Lucido Maria Parocchi
- Arcivescovo Adauctus Aurélio de Miranda Henriques
- Arcivescovo Moisés Sizenando Coelho
- Arcivescovo José de Medeiros Delgado
- Arcivescovo Paulo Eduardo Andrade Ponte

La successione apostolica è:
- Vescovo Gerardo de Andrade Ponte (1975)
- Vescovo Serafino Faustino Spreafico, O.F.M. Cap. (1987)
- Vescovo Valter Carrijo, S.D.S. (1989)
- Vescovo Xavier Gilles de Maupeou d'Ableiges (1995)
- Vescovo Franco Cuter, O.F.M. Cap. (1998)
- Vescovo Geraldo Dantas de Andrade, S.C.I. † (1998)